# Universitat de Corea
La Universitat de Corea és una universitat privada ubicada a Seül, capital de Corea del Sud.
Fundada el 1905 com el primer centre universitari de caràcter modern administrat per coreans al país. Actualment compta amb més de 20.000 estudiants de pregrau i més de 10.000 estudiants de postgrau. Forma part de les universitats «SKY», un acrònim històric utilitzat a Corea del Sud per a referir-se a les universitats de Seül, Corea (Korea) i Yonsei, considerades les tres institucions educatives de major prestigi en aquest país. La universitat compta amb 81 departaments organitzats en 19 facultats i divisions, així com 18 escoles de postgrau.
La Universitat de Corea és coneguda pel seu origen nacionalista en l'època colonial i també per la seva excel·lència en l'àmbit de l'educació jurídica. El 2003, els estudiants de la Facultat de Dret de la Universitat de Corea representaven més del 15% de les gairebé 900 persones que van aprovar l'examen anual d'advocats de Corea del Sud. El 2020, la universitat va ocupar el lloc 69 en el món i 12è a l'Àsia, posicionant-se com la primera entre les universitats privades de Corea del Sud durant quatre anys consecutius.